# Озеро Осокорі та Озеро Перевал
Озеро Осокорі та Озеро Перевал — гідрологічний заказник місцевого значення. Об'єкт розташований на території Вишгородського району Київської області, Новосілківська сільська рада.
Площа — 6 га, статус отриманий у 2020 році.
Ці водойми зберегли навколо себе залишки заплавних екосистем. Водна рослинність тут характеризується значним різноманіттям, що характерне для таких ділянок: ряски мала та три роздільна, жабурник звичайний є звичайними видами водних поверхонь. З занурених рослин звичайними є елодея канадська, кушир занурений, різак алоєвидний. Високу цінність мають поширені тут угрупування сальвінії плавачої. Через свою рідкість та вразливість їх занесено до Зеленої книги України, сальвія плаваюча охороняється Червоною книгою України.